# Crella
Crella is een geslacht van sponsdieren uit de klasse van de Demospongiae (gewone sponzen).

## Soorten
- Crella (Crella) aurantiaca Bertolino, Calcinai & Pansini, 2009
- Crella (Crella) elegans (Schmidt, 1862)
- Crella (Crella) mollior Topsent, 1925
- Crella (Crella) papillosa (Schmidt, 1870)
- Crella (Crella) tubifex (Hentschel, 1914)
- Crella (Grayella) beglingerae van Soest, 2009
- Crella (Grayella) brasiliensis Moraes, 2011
- Crella (Grayella) carnosa (Topsent, 1904)
- Crella (Grayella) compressa (Carter, 1886)
- Crella (Grayella) cyathophora Carter, 1869
- Crella (Grayella) erecta Lévi, 1963
- Crella (Grayella) papillata (Lévi, 1958)
- Crella (Grayella) polymastia (Thiele, 1903)
- Crella (Grayella) pulvinar (Schmidt, 1868)
- Crella (Pytheas) affinis (Brøndsted, 1924)
- Crella (Pytheas) akraleitae (Brøndsted, 1932)
- Crella (Pytheas) alba (Vacelet, 1969)
- Crella (Pytheas) atra (Topsent, 1890)
- Crella (Pytheas) basispinosa Burton, 1931
- Crella (Pytheas) chelifera van Soest, 1984
- Crella (Pytheas) crassa (Hentschel, 1914)
- Crella (Pytheas) digitifera (Lévi, 1959)
- Crella (Pytheas) donsi Burton, 1931
- Crella (Pytheas) fristedti (Dendy, 1924)
- Crella (Pytheas) fusifera Sarà, 1969
- Crella (Pytheas) jaegerskioeldi Alander, 1937
- Crella (Pytheas) novaezealandiae (Bergquist & Fromont, 1988)
- Crella (Pytheas) plana Picton & Goodwin, 2007
- Crella (Pytheas) schottlaenderi (Arndt, 1913)
- Crella (Pytheas) sigmata Topsent, 1925
- Crella (Pytheas) stylifera Hentschel, 1914
- Crella (Pytheas) ula (de Laubenfels, 1950)
- Crella (Yvesia) acanthosclera (Lévi & Lévi, 1983)
- Crella (Yvesia) aceratospiculum (Carter, 1880)
- Crella (Yvesia) albula (Bowerbank, 1866)
- Crella (Yvesia) commensalis Whitelegge, 1906
- Crella (Yvesia) dispar (Topsent, 1927)
- Crella (Yvesia) fallax (Topsent, 1890)
- Crella (Yvesia) gelida (Lundbeck, 1910)
- Crella (Yvesia) gracilis (Alander, 1942)
- Crella (Yvesia) guernei (Topsent, 1890)
- Crella (Yvesia) hanseni (Topsent, 1890)
- Crella (Yvesia) linguifera (Topsent, 1890)
- Crella (Yvesia) mammillata (Arnesen, 1903)
- Crella (Yvesia) nodulosa Sarà, 1959
- Crella (Yvesia) pertusa (Topsent, 1890)
- Crella (Yvesia) pyrula (Carter, 1876)
- Crella (Yvesia) richardi (Topsent, 1890)
- Crella (Yvesia) ridleyi (Topsent, 1890)
- Crella (Yvesia) rosea (Topsent, 1892)
- Crella (Yvesia) spinulata (Hentschel, 1911)
- Crella (Yvesia) topsenti (Babiç, 1922)
- Crella brunnea (Hansen, 1885)
- Crella caespes (Ehlers, 1870)
- Crella gerzensteini (Swartschevsky, 1906)
- Crella incrustans (Carter, 1885)
- Crella rubiginosa (Schmidt, 1862)
- Crella shimonii Pulitzer-Finali, 1993
- Crella triplex (Koltun, 1970)